# Yushan (Ma’anshan)

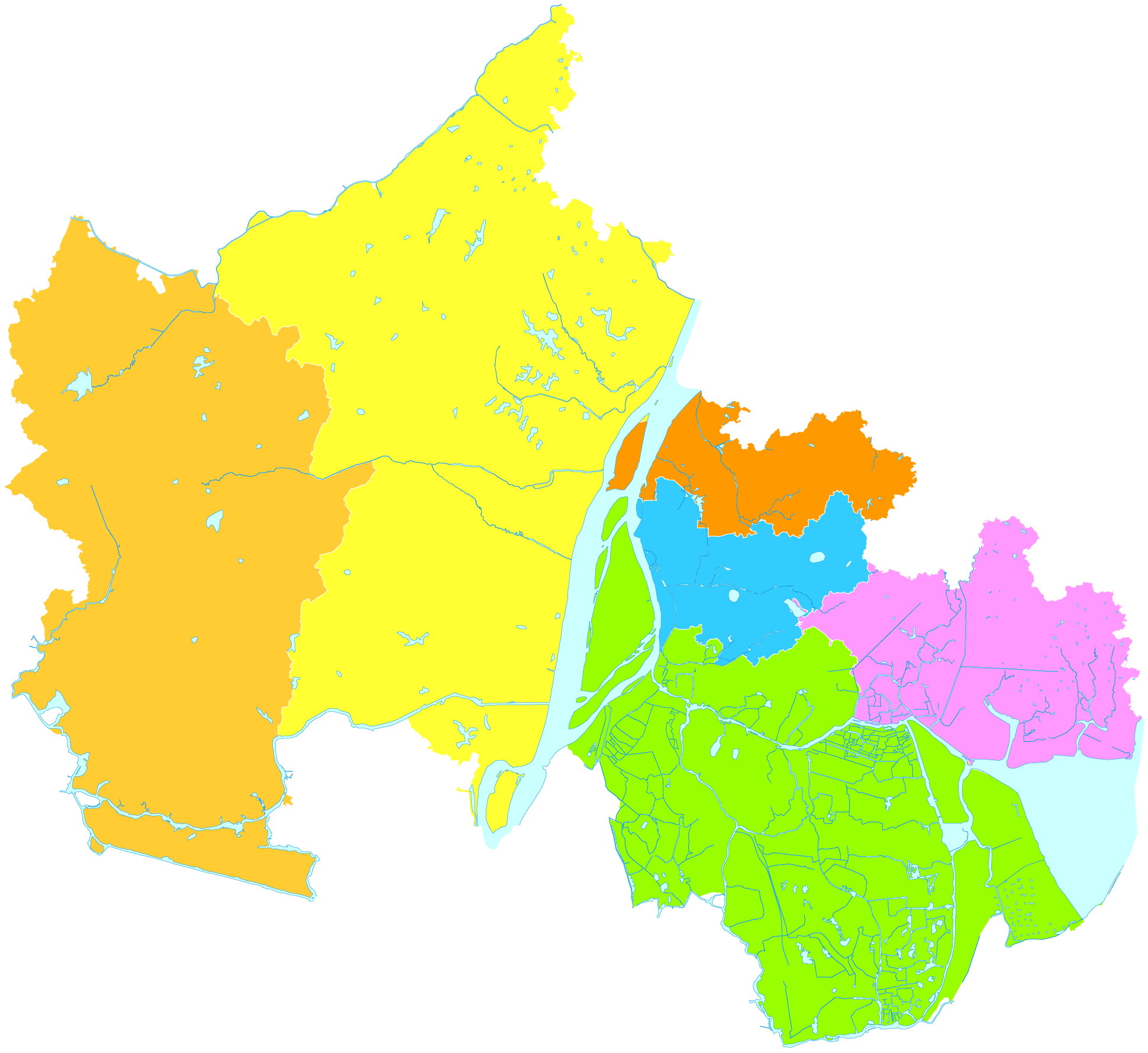
Lage des Stadtbezirks Yushan im Gebiet der bezirksfreien Stadt Ma’anshan

Der Stadtbezirk Yushan (chinesisch 雨山区, Pinyin Yǔshān Qū) ist einer der drei Stadtbezirke der bezirksfreien Stadt Ma’anshan in der chinesischen Provinz Anhui. Yushan hat eine Fläche von 172,7 km² und zählt 341.000 Einwohner (Stand: Ende 2018). 
Im Stadtbezirk befinden sich die Gräber des Klans der Familie von Zhu Ran (朱然家族墓地, Zhū Rán jiāzú mùdì), die auf der Liste der Denkmäler der Volksrepublik China stehen.

## Administrative Gliederung
Der Stadtbezirk setzt sich aus vier Straßenvierteln, zwei Großgemeinden und einer Gemeinde zusammen. Diese sind:
- Straßenviertel Pinghu (平湖街道,  Pínghú Jiēdào)
- Straßenviertel Yushan (雨山街道,  Yǔshān Jiēdào)
- Straßenviertel Anmin (安民街道,  Ānmín Jiēdào)
- Straßenviertel Caishi (采石街道,  Cǎishí Jiēdào)
- Großgemeinde Xiangshan (向山镇,  Xiàngshān Zhèn)
- Großgemeinde Yintang (银塘镇,  Yíntáng Zhèn)
- Gemeinde Jiashan (佳山乡,  Jiāshān Xiāng)